# Азербејџан на Светском првенству у атлетици у дворани 2018.
Азербејџан је учествовао на 17. Светском првенству у атлетици у дворани 2018. одржаном у Бирмингему од 1. до 4. марта, дванаести пут. Репрезентацију Азербејџана представљао је један атлетичар, који се такмичио у троскоку.,
На овом првенству Азербејџан није освојио ниједну медаљу, нити је било нових рекорда.
У табели успешности према броју и пласману такмичара који су учествовали у финалним такмичењима (првих 8 такмичара) Азербејџан је са 1 учесником у финалу делио 37. место са 5 бодова.
| Пл.  | Земља      | 1. место | 2. место | 3. место | 4. место | 5. место | 6. место | 7. место | 8. место | Бр. фин. | Бод. |
| ---- | ---------- | -------- | -------- | -------- | -------- | -------- | -------- | -------- | -------- | -------- | ---- |
| =37. | Азербејџан | 0        | 0        | 0        | 1        | 0        | 0        | 0        | 0        | 1        | 5    |

## Учесници
Мушкарци:
- Алексис Копело — Троскок

## Резултати

### Мушкарци
У техничким дисциплинама није било квалификација и сви учесници су учествовали у финалу.
| Атлетичар      | Дисциплина | Лични рекорд | Финале    | Финале | Детаљи |
| Атлетичар      | Дисциплина | Лични рекорд | Резултат  | Место  | Детаљи |
| -------------- | ---------- | ------------ | --------- | ------ | ------ |
| Алексис Копело | троскок    | 17,24        | 17,17 ЛРС | 4 / 15 |        |